# Teoria do hiato
A teoria do hiato (também conhecida como teoria da restituição ou teoria do intervalo) é uma crença criacionista que propõe que a terra mencionada em Gênesis 1:1 — "No princípio, criou Deus os céus e a terra" — era perfeita e habitada por seres angelicais, tendo como príncipe Lúcifer, um anjo de luz. Este, todavia, rebelou-se contra Deus, sendo, então, destronado. Por causa disso, a terra teria sido duramente castigada, chegando ao estado caótico descrito em Gênesis 1:2: "E a terra era sem forma e vazia; e havia trevas sobre a face do abismo; e o espírito de Deus se movia sobre a face das águas.". Nos versículos seguintes, a Bíblia narraria, então, o início de uma restauração.
Esta teoria popularizou-se entre o fim do século XVIII e metade do século XIX, quando a geologia (que nesta época era uma ciência ainda recente), afirmou que a terra era muito mais antiga do que Gênesis e a geologia diluviana poderiam afirmar. Foi difundida por Thomas Chalmers, um professor da Universidade de Edimburgo, fundador da Free Church of Scotland, e autor de um dos Tratados de Bridgewater; que atribuiu ao teólogo neerlandês Simon Episcopius a criação desta teoria.

## References
- Chafer, Lewis Sperry (1964). Satan: His Motive and Methods. [S.l.]: Zondervan. p. 144 pages. ISBN 0-310-22361-X
- Gaebelein, Arno (1991). The History of the Scofield Reference Bible. [S.l.]: Living Words Foundation. p. 71 pages. ISBN 0-9628169-0-6
- Numbers, Ronald (30 de novembro de 2006). The Creationists: From Scientific Creationism to Intelligent Design, Expanded Edition. [S.l.]: Harvard University Press. p. 624 pages. ISBN 0-674-02339-0
- Thieme, Robert (1974). Creation: Chaos and Restoration. [S.l.]: Berachah Tapes and Publications. p. 34 pages